# Herbert Pätzel
Herbert Pätzel (* 23. August 1933 in Nowawes) war von 1975 bis 1979 stellvertretender Leiter der Untersuchungsabteilung  (HA IX) des Ministeriums für Staatssicherheit (MfS). Er arbeitete als Vernehmer im Stasi-Untersuchungsgefängnis Berlin-Hohenschönhausen.

## Leben
Nach seinem Abitur trat Pätzel im Alter von 20 Jahren in den Dienst des MfS. Zunächst im Dienst der Bezirksverwaltung Potsdam tätig, wechselte er 1954 in die Ermittlungsabteilung nach Berlin-Hohenschönhausen. Laut seiner Kaderakte war er „durch seine intensive und ausdauernde Vernehmungsarbeit Vorbild für seine Mitarbeiter“. Er arbeitete sich zunächst zum Abteilungsleiter hoch, ehe er 1964 zum Chef der Hauptabteilung IX/5 ernannt wurde. Zudem wurde er in den Rang eines Obersts befördert. Für seine Kollektiv-Doktorarbeit an der Stasi-Hochschule Potsdam zum Thema „Die Qualifizierung der vorbeugenden und offensiven Bekämpfung staatsfeindlicher Aktivitäten der Verdeckten Kriegsführung unter den gegenwärtigen Bedingungen des Klassenkampfes“ erfand er 1974 einen nie existierenden Agentenring. Im Zuge des hierfür eingeleiteten operativen Vorgangs „Waldläufer“ ließ er insgesamt zwölf Personen verhaften und versuchte in stundenlangen Verhören falsche Geständnisse zu erpressen. Einige von ihnen wurden zu hohen Haftstrafen verurteilt.
Als dies 1979 bekannt wurde, strafversetzte man ihn wegen „schwerster Manipulation von Ermittlungsergebnissen“ als Offizier im besonderen Einsatz ins DDR-Staatsarchiv. Im November 1999 verurteilte ihn das Landgericht Berlin wegen mehrfacher Aussage-Erpressung zu 20 Monaten Freiheitsentzug auf Bewährung. Ein zweites Verfahren wegen Aussageerpressung und Rechtsbeugung, welches im Juni 1995 aufgenommen wurde, blieb  wegen Überlastung der Justizbehörde bis zum Frühjahr 2000 weitestgehend unbearbeitet. Als die Hauptverhandlung auf den 20. Juli 2000 festgelegt wurde, tauchte Pätzel unter und wurde per Haftbefehl gesucht. Erst nachdem das Verfahren am 4. Oktober wegen Verjährung eingestellt wurde, tauchte er wieder auf.